# Daniel Brel
Pour les articles homonymes, voir Brel (homonymie).
Daniel Brel, né en 1950 à Egleny (Yonne), est un bandonéoniste, accordéoniste et compositeur français.
Daniel Brel est né à Égleny dans l'Yonne dans une famille de musiciens originaire d'Europe centrale. En 1979, il forme à Pau le quatuor Contratiempo composé d'un piano, d'un bandonéon, d'un violoncelle et d'une contrebasse qui le fait connaitre par une série de concerts intitulé Autour du tango. Il joue également de l'accordéon en récital avec le chanteur Arnaud Marzorati. Il compose aussi entre 1992 et 1994 des musiques pour le théâtre, le cinéma, ou la danse. Il écrit également des musiques de chambre avec bandonéon.
En 1998, il enseigne le bandonéon à l'École nationale de musique et de danse d'Évreux, puis en 2001 à la Rochelle et en 2005 à Pau.
En 2013, trois de ses morceaux passent dans l’émission radiophonique Venez quand vous voulez sur France Musique.

## Discographie
- 1996 ou 1997 - Bando solo - bandonéon solo ;
- 2000 - Autour du tango - Quartet Contratiempo avec Patrick Le Junter (piano) ;
- 2002 - Bello Cando avec François-Xavier Bigorgne (violoncelle), enregistré en concert ;
- 2004 - Quatre chemins de mélancolie (Sous l'écorce, Parade, Nuit, Lune, Élégie, Soleil froid, Les yeux dans les étoiles, Éternelle jeunesse), produit par le label Alpha, distribué par Harmonia Mundi[4].